# Patrice Duret
Pour les articles homonymes, voir Duret.
 (décembre 2014).
Si vous disposez d'ouvrages ou d'articles de référence ou si vous connaissez des sites web de qualité traitant du thème abordé ici, merci de compléter l'article en donnant les références utiles à sa vérifiabilité et en les liant à la section « Notes et références ».
Patrice Duret est un écrivain suisse de langue française né à Genève en 1965. Il est bibliothécaire à Genève. Le 19 janvier 2004, Patrice Duret crée les Éditions le Miel de l'Ours et publie entre autres Georges Haldas, Mousse Boulanger, Jean-Michel Olivier. Le Miel de L'Ours a cessé de paraître le 27 mars 2018.

## Romans et nouvelles
- Décisif, Éditions Zoé, 1997,  (ISBN 2-88182-305-X)
- Le Chevreuil, Carouge, Éditions Zoé, 2004,  (ISBN 2-88182-511-7)
- Les Ravisseuses, Carouge, Éditions Zoé, 2008,  (ISBN 978-2-88182-615-3)

## Poésie
- L'Eau du vitrail, [hors commerce], 2001
- L'Ours est faillible, préf. de Jacques Chessex, Éd. Le Miel de l'Ours, 2006
- Ouzo, [Hors commerce], 2007
- Courroies arrobase frontières, [en duo avec Sylvain Thévoz], Éd. Le Miel de l'Ours, 2009
- Sailor, [Hors commerce], 2010
- L'Exil aux chemises mouillées, Éd. Samizdat, 2010
- La Peau, l'estime, Éd. Corly [éd. limitée, hors commerce], 2011
- Le Fort de l'ermitage, Éd. Le Miel de l'Ours, 2012
- Uriance, Éditions Le Miel de l’Ours, 2013 (en duo avec Rolf Doppenberg)
- Pixel Corazón, Éditions des Sables, 2014
- Digicode Songs, Éd. de la Crypte, Hagetmau (France), 2014
- Joueur de Pives, Éd. Samizdat, 2014,  (ISBN 2-940188-94-7)
- Toucan, Éd. L'Atelier du Grand Tétras, 2015,  (ISBN 978-2-911648-97-7)
- La langue soufflée de l'animal, Éd. L'Arbre à paroles, 2017,  (ISBN 978-2-87406-643-6)
- Débusquer [résidence virtuelle], sur le site http://www.poesieromande.ch/wordpress/patrice-duret/
- De L'eau dans les rainures, en duo avec Emmanuel Merle, Éd. Gros Textes, 2018,  (ISBN 978-2-35082-378-2)
- Récitatif, Éd. Gros Textes, 2020
- Manitoba, disque, en duo avec Yannick Conus (guitare), 4 morceaux : Je lis entre tes lèvres ; Salamandre ; La bête aux abois ; Les canots

## Publications en revues ou anthologies, livres d'artiste
- Vouivres [poèmes], in: Revue des Belles Lettres (RBL), n°3-4, 2007
- Hommage à Edouard Rod [poème], in: Le LittérAire, revue des Éditions de l'Aire, 2008
- Notice bio-bibliographique et poème, Seghers, L'année poétique 2008
- Grillages 1, leporello, hand made 2009
- Fuir, écrire, colorier, entretien avec Sylvain Thévoz, in Choisir, octobre 2010
- J'ai vu, extrait, www.coaltar.net, 2010
- Saoule à vie la houle, avec Rolf Doppenberg, Éd. Le Miel de l'Ours (hors série, 8 ex. HC), 2012
- Poète sacré boulot, avec Sylvain Thévoz, Éd. Le Miel de l'Ours (hors-série, 50 ex. HC), 2012
- Digicode 0705, extrait, www.recoursaupoème.fr
- Arithmétique des hirondelles, avec Rolf Doppenberg, HC, 2013
- La dernière maison simple, [entretien avec Daniel Vuataz], journal Le Persil, n°70-72, juillet-septembre 2013
- Chants d'oize, HC, 2014
- Color, HC, 2015, livre unique sur papiers multiples
- Le tamis du lapin, coécrit avec Heike Fiedler, HC, 2015
- Corps animal, coécrit avec Année Quinze, HC, 2015
- Un aquarium sur le toit, coécrit avec Martin Wable, HC, 2016
- Champi's, in: Mykologismus, NMB Nouveau Musée Bienne, 2016
- Sonnets innocents, HC, 2018
- Un lapin sous le manteau, HC, 2019
- Nantucket, Chelsea, HC, 2019
- Nichoirs : série mensuelle, HC, 2020

## En tant qu'éditeur (Éd. Le Miel de l'Ours)
- Les eaux et les forêts, de Jacques Chessex, 2004
- Fragments d'une graine, de Georges Haldas, 2004
- Plumes de crocodile, de Marianne Bionda, 2004
- Je ne me souviens pas, Jacques Roman, 2005
- J'attends les algues sur la pierre, de Mousse Boulanger, 2005
- Vertiges de l'œil, de Jean-Michel Olivier, 2005
- Où va la rivière bue, de Jacques Chessex, 2006
- Anthologie de la Nuit de la Poésie, 2006
- La peau des fleurs, de Boubacar Samb, 2006
- L'ours est faillible, de Patrice Duret, 2006
- Le va-et-vient, de Edmée Oyos, 2007
- Dans la fièvre du migrant, de Alexandre Voisard, 2007
- Virer large course court, de Sylvain Thévoz, 2008
- Nids variables, de Marie Tavera, 2008
- Échappées : comptines, de Roger Cunéo, 2008
- Cet invisible oiseau, de Vahé Godel, 2008
- Le collier des solitudes, de Mousse Boulanger, 2008
- Les absents ont toujours tort, de Claude Darbellay, 2009
- Courroies Arrobase Frontières, de Sylvain Thévoz et Patrice Duret, 2009
- Cantate à sept voix, de Sylviane Dupuis, 2009
- Ce que l'été est au squelette, de Yves M Robert-Tissot, 2009
- All is one, de Joël Bastard, 2009
- Comment c'était, de Claire Krähenbühl, 2010
- La fracture, de Charles Juliet, 2010
- Les maisons qui dorment, de Frédérique Baud Bachten, 2010
- Le songe du fleuve, de Rolf Doppenberg, 2011
- 4 4 3 3 : Anthologie du sonnet romand contemporain, collectif, 2012
- Garrigue urbaine, Εκεί θα φυτέψω το Δέντρο, "12*2*2", Stratis Pascalis et Rolf Doppenberg, 2012
- Les Sanglots du Sanglier, textes de Sylvain Thévoz, dessins de Patrice Duret, 2013
- 136 poèmes, Année Quinze, 2013
- Sagesse de l'arbre, Mousse Boulanger, 2013
- Entre, Mira Wladir et Jacques Moulin, 2013
- Aurore guerrière, Damien Pattaroni, 2013
- Tadam, Yannick Conus, 2013
- Symphonie de chambre, Eliane Vernay, 2014
- Uriance, Rolf Doppenberg et Patrice Duret, 2014
- Passer, Alain Bagnoud, 2014
- Sur le fil, Patrice Mugny, 2014
- Pantone 40, collectif de 59 auteurs, 2014
- Les bois de velours, Denise Mützenberg, 2016
- Vite avant qu'ils disparaissent, Laurent Cennamo, 2016
- Produits dérivés, Isabelle Sbrissa, 2016
- Levées, Marie Tavera, 2017
- N(a)dor, Rolf Doppenberg, 2017
- Poèmes Cathédrale, Damien Pattaroni, 2018
- Cabinet de nébulosités, Sibylle Monney et Alexandre Caldara, 2018
- Anthologie du Miel, collectif, 2018

## Récompenses
- 2004 : prix Pittard de l'Andelyn-Découverte pour Le Chevreuil
- 2006 : prix Édouard-Rod pour Le Chevreuil, Éditions Zoé, 2004.
- 2016 : prix de Poésie Plume d'Or pour La langue soufflée de l'animal, décerné par la Société Genevoise des Écrivains